# Іван Асен III
Іван Асень III — болгарський цар, який зайняв престол на короткий час (1279–1280) завдяки політичним інтригам Візантії.

## Правління
Коли імператор Михайло VIII Палеолог довідався про смерть царя Костянтина та зайняття болгарського престолу царем Івайлом, він спочатку вирішив зробити його своїм зятем й таким чином поширити над Болгарським царством свій вплив. Проте дізнавшись про сутність селянського повстання, класової боротьби, а також про непереможність народної армії Івайла, яка нищить всіх підряд, злякався зараження класовою боротьбою у Візантії й вирішив вчинити інші дії. Він знайшов у Візантії «законного» спадкоємця болгарського престолу в особі Івана — сина екс-царя Міцо Асена. Імператор одружив його з однією зі своїх дочок Іриною та замінив його ім'я на Іван Асен. Імператору допомогли ще й обставини. Цар Івайло пішов на війну з татарами, які встигли обложити його в Доростолі. Тим часом поширились чутки, що Івайло був розбитий та помер. Столична аристократія не знайшла іншого виходу, як відкрити столичну браму для нового царя Івана Асена III. Великим впливом у Тирново користувався боярин і стратег Георгій I Тертер, проте візантійський імператор вирішив одружити його із сестрою Івана Асена III й надати йому титул деспота. Таким чином Михайло VIII Палеолог вирішив, що йому удасться примирити незгодних із вступом на престол Івана Асена.
За часів його правління було двовладдя — царями були він і цар Івайло.
Цар Івайло, прорвавши татарську облогу в Доростолі, рушив війська на Тирново та взяв в облогу місто. Іван Асен III через безпорадність почав благати свого покровителя візантійського імператора Михайла VIII Палеолога про допомогу. Імператор спорядив дві армії, але цар Івайло знищив їх. Після цього Іван із ганьбою втік із столиці, причому став знаменитим тим, що пограбував та виніс всі скарби царської скарбниці. Звідти він вирушив на Месембрію (сучасне місто Несебр), а звідти морем на Константинополь. Болгарським царем проголосили боярина Георгія Тертера.

## Подальша доля
За якийсь час Іван Асен III вирушив до хана Ногая, за наказом Михайла VIII Палеолога, який довідався, що цар Івайло перебуває у хана та прохає про допомогу. Там він за одним столом сидів із заклятим ворогом царем Івайло. Він також, як «сільський» цар благав хана допомогти йому повернути престол. Історики пишуть, що Ногай усюди водив із собою екс-царів та вихвалявся, що у нього за столом одразу два царя й законних претенденти на Болгарський престол. Іван уникнув смерті за заступництвом дружини Ногая, яка була сестрою візантійського імператора.
Після смерті Івайла він повернувся до Візантії та помер 1303 року у своєму родовому маєтку в Малій Азії.